# 小島操子
小島 操子（こじま みさこ）は、日本の看護師、看護学者。学位は医学博士（大阪医科大学・1987年）。大阪府立大学名誉教授、聖路加国際大学名誉教授。
岡山大学医学部附属病院第一外科・第一内科病棟看護婦、メイヨー・クリニックセント・メアリーズ病院交換看護師、千葉大学看護学部助教授、聖路加看護大学看護学部教授、聖路加看護大学看護学部学部長、大阪府立看護大学看護学部教授、大阪府立看護大学学長、聖隷クリストファー大学看護学部教授、聖隷クリストファー大学学長、日本がん看護学会理事長などを歴任した。

## 経歴
1959年岡山大学医学部附属看護学校卒。フルブライト奨学生となり、昭和40年9月にニューヨーク大学看護学部癌看護課程修了。1976年にミネソタ大学大学院修士課程を修了。千葉大学助教授、聖路加看護大学看護学部長などを経て、1998年大阪府立看護大学学長に就任。2005年専門であるがん看護学・看護倫理学の研究を見据え聖隷クリストファー大学へ。2007年からは同大学学長に就任。
1987年大阪医科大学より　医学博士号を取得。論文の題は　「術後早期離床に関する研究」。 また、2005年4月に大阪府立大学より名誉教授の称号を授与される。2010年1月に聖路加看護大学より名誉教授の称号を授与される。なお2014年からは聖路加国際大学の名誉教授となる。2018年春の叙勲で瑞宝中綬章を受章。
日本がん看護学会理事長、日本看護科学学会理事を歴任するほか、日本生命倫理学会理事、がん医療研修機構理事などを務める。